# Associació Nacionalista Catalana
La Associació Nacionalista Catalana (Asociación Nacionalista Catalana) fue una organización política española de ideología catalanista constituido el 12 de diciembre de 1907 por Trinitat Monegal (president), Josep Maria Roca i Heras, Lluís Via i Pagès, Eugeni Xammar i E. Vidal i Riba.Como vocales se reunieron Oriol Martí, Salvador Millet, J. Llamusí, Frederic Barceló, Domènec Martí i Julià, Manuel Pagès i Mercader y otros.
Su fundación supone la oposición de los sectores más jóvenes del catalanismo, más radicales, hacia los políticos veteranos, representados por Solidaridad Catalana y la Lliga Regionalista. 
Su creación fue una iniciativa del Aplec Catalanista y de La Reixa, considerados dos grupos «protoindependentistas», como la misma Associació Nacionalista Catalana.
Formó parte de Unió Catalanista e intentó sustituir las funciones de Aplec Catalanista como aparato político. En las elecciones de 1908, sin embargo, hicieron campaña por el voto en blanco, enfrentándose a las posiciones de Domènec Martí. Desde 1910 su cabeza fue J. Grant y Sala, con  Jaume Arqué, Salvador Borrut, Sebastià Xanxo y Vicenç Albert Ballester i Camps, que adoptaron una posición claramente separatista o independentista. En febrero de 1912 se incorporó Daniel Cardona i Civit, al par que convocaron diversos actos, como el homenaje a José Rizal, la celebración del Corpus de Sangre y una manifestación ante el monumento al doctor Robert, que acabó con carga policial y 9 detenidos.
Hacia el 1913 crearon la Joventut Catalanista de Barcelona como grupo de juventudes. En 1915 Domènec Martí intentó integrarlo dentro Unió Catalanista cuando intentó convertir la asociación en un partido político, pero a su muerte este hecho no se consumó. Muchos de sus miembros se integraron en la Federació Democràtica Nacionalista en 1919, ya bajo el liderazgo de Francesc Macià.